# めっちゃ ソー・ランダム
『めっちゃ ソー・ランダム』（原題：So Random!）は、米ディズニーチャンネルで2011年6月5日から2012年3月25日まで放送されたスケッチ・コメディー番組。日本ではディズニーチャンネルのみで放送中。

## 概要
サニーwithチャンス内の大人気番組「ソー・ランダム」が独立し、続編かつスピンオフドラマとして登場。毎回様々なゲストが登場し、パフォーマンスを披露する。
北米で行われた初回放送は410万人が視聴した。
2012年5月12日、出演者であるティファニー・ソーントンは、この番組の第2シーズンが製作されないことを発表した。

## キャスト

### メインキャスト
トーニ・ハート
演：ティファニー・ソーントン（声：門田幸子）
チャド・ディラン・クーパー
演：スターリング・ナイト（声：河西健吾）
本シリーズよりSo Randomのメンバーに加わった。
ニコ・ハリス
演：ブランドン・マイケル・スミス（声：名村幸太朗）
グレイディ・ミッチェル
演：ダグ・ブロシュー（声：斉藤瑞樹）
ゾーラ・ランカスター
演：アリソン・アシュリー・アーム（声：佐藤美保）

### サブキャスト
Matthew Bailey (声：岩崎正寛)
演：Matthew Scott Montgomery
Shayne Zabo (声：北沢力)
演：Shayne Topp
Damien Johanssen (声：河合みのる)
演：Damien Haas
Bridget Cook (声：祭田絵理)
演：Bridget Shergalis
Audrey Vale (声：高下三佳)
演：Audrey Whitby
Coco Blue
演：Coco Jones
Grace Wetzel
演：Grace Bannon

## スタッフ

### 日本語版スタッフ
翻訳:矢田恵子
演出:佐々木由香
音楽演出:市之瀬洋一
日本語版製作:東北新社

## エピソード
1. コーディー・シンプソン
2. グレイソン・チャンス
3. セレーナ・ゴメス&ザ・シーン
4. ミッチェル・ムッソ
5. トニー・ホーク
6. ココ・ジョーンズ
7. ジェイコブ・ラティモア
8. マインドレス・ビヘイヴィアー
9. コルビー・キャレイ
10. ファーイースト・ムーヴメント
11. キッキング・デイジーズ
12. デイヴ・デイズ
13. チェルシー・ケイン／ホット・シェル・レイ
14. ミス・ピギー
15. アイヤズ
16. ブリジット・メンドラー＆アダム・ヒックス＆ヘイリー・キヨコ
17. レイ・エリン・ベイカー＆ミア・タレリコ
18. ジャスティン・ビーバー
19. クリスティーナ・グリミー
20. アンディ・グラマー
21. コール＆ディラン・スプラウス
22. ザ・レディ・セット
23. チャイナ・アン・マクレーン
24. ニュー・ボーイズ
25. シェーン・ハーパー
26. デスティニー&パリス

## コント
- オールスター・ホイール・オブ・フォーチュン(運命のルーレット)
- ヘルメット忍者
- ゾンビマン
- ルーファス
- かんしゃくガール
- ストロベリー・ショートブレッド地球を救う
- アニメ・ブラザーズのあれこれ挑戦!
- スキップ
- ロードキル・マッキルズのドライブ･イン
- 運試し
- ニュー･ジャージーのほんとのプリンセス
- ベイソン
- 給食
- トニー
- 朝のニュース
- タチアナとシェイ
- 歯列矯正を嫌がる女の子に聞かせるラップ
- 子ども弁護士サリー･ジェンセン
- ローラン
- アンガス
- ジャニスとアール
- ゾーラのケチャップ大好きソング
- 犬
- スパロウファミリー雀の一家のお話
- 難しいお年頃コクーン
- 学校で1番クールな男
- マクナマラ
- ザ･プラトウスキ･ブラザーズ
- 落し物係
- サム・ハーマン
- ハリー･ポッターと現実の世界
- P-BRAINのノー･ピティン･バッド･ニュース･オート･チュー
- ティーン・レイジ
- 月面着陸NG集
- 素朴なカントリーボーイ
- プロジェクト･エアポート･ランウェイ
- ゲリラ･パフォーマンス･フラッシュ･モブはこんな所でやっちゃ駄目
- ローターズ･クローゼット
- ミス･ピギー
- エチケット･ミート
- ベーグナツ
- ゴールデン･マート
- ローラン
- ダンス
- スーパー･サイド･サングラス対決
- クラス委員候補からのお知らせ
- トーキング･トゥ･ガールズ
- マニー･マクフィー
- グッドマン
- 睨めっこ
- ハリウッド･スクープ･バイ･クーパー